# Bascouda
Pour les articles homonymes, voir Baskouda (homonymie).
Bascouda, également orthographié Baskouda, est un village du département et la commune rurale de Kossouka, situé dans la province du Yatenga et la région du Nord au Burkina Faso.

## Géographie

### Situation et environnement
Bascouda est situé à environ 10 km au sud-ouest du centre de Kossouka, le chef-lieu du département, et à 13 km au sud de Séguénéga.

### Démographie
- En 2003, le village comptait 437 habitants estimés[2].
- En 2006, le village comptait 437 habitants recensés[1].

## Santé et éducation
Le centre de soins le plus proche de Bascouda est le dispensaire de Kiébléga puis le centre de santé et de promotion sociale (CSPS) de Kossouka tandis que le centre médical avec antenne chirurgicale (CMA) de la province se trouve à Séguénéga.